# Gibsonville
Gibsonville is een plaats (town) in de Amerikaanse staat North Carolina, en valt bestuurlijk gezien onder Alamance County en Guilford County.

## Demografie
Bij de volkstelling in 2000 werd het aantal inwoners vastgesteld op 4372.
In 2006 is het aantal inwoners door het United States Census Bureau geschat op 4621, een stijging van 249 (5,7%).

## Geografie
Volgens het United States Census Bureau beslaat de plaats een oppervlakte van
6,1 km², geheel bestaande uit land. Gibsonville ligt op ongeveer 200 m boven zeeniveau.

## Plaatsen in de nabije omgeving
De onderstaande figuur toont nabijgelegen plaatsen in een straal van 12 km rond Gibsonville.

## Geboren in Gibsonville
Emma Tillman, oudste mens ter wereld